# دانشگاه چرنیوتسی
دانشگاه ملی چرنیوتسی (نام کامل یوری فدکوویچ دانشگاه ملی چرنیوتسی، (اوکراینی: Чернівецький національний університет імені Юрія Федьковича) یک دانشگاه دولتی در شهر چرنیوتسی در غرب اوکراین است. امروزه دانشگاه در مجتمع ساختمانی رزیدنس بوکوینین و کلانشهرهای دالماسی مستقر است که از سال ۲۰۱۱ در فهرست میراث جهانی یونسکو قرار دارد.
در ابتدا آلمانی زبان اصلی این دانشگاه بود، حتی اگر منطقه ای که در آن واقع شده بود، بوکووینا، آلمانی زبان نبود. در طول دوره حکومت اتریش-مجارستان، این دانشگاه دارای سه دانشکده بود: الهیات ارتدوکس یونانی، فقه و فلسفه. پس از اشغال شمال بوکووینا توسط شوروی در سال ۱۹۴۰, این قلمرو به جمهوری سوسیالیستی شوروی اوکراین پیوست و زبان اصلی دانشگاه به اوکراینی تغییر یافت. در آن زمان سقف چوبی شکل اصلی سالن سینود در اثر آتش‌سوزی از بین رفت و در دهه ۱۹۵۰ مجدداً با کاشی بازسازی شد.